# Забалуйка
Забалуйка — село в составе Оськинского сельского поселения Инзенского района Ульяновской области.

## История
Село Забалуйка образовалось в 1725 году. Но сейчас появились новые документы утверждающие, что Забалуйка основана раньше. Первоначальные названия: с. Выставка (ок. 1680 г), с. Завалуйка (Балуйка), с. Святительское (Трехсвятительское) (с 1700 г).
До 1929 года село относилось к Городищенскому уезду Пензенской губернии. Затем в составе Инзенского района Ульяновской области.
Ранее в селе была деревянная церковь, которая сгорела в 1884 году. В 1915-19 году была выстроена каменная. На реке Инза стояли две мельницы, на которых местные жители молотили зерно.
В центре села расположено здание недействующей Трехсвятской церкви. Архивировано из оригинала 4 марта 2016 года., построенное в 1828 году. После закрытия церкви в здании был организован склад, а потом сельский клуб. Колокольня была разрушена после революции.
В 1897 году рядом с селом был построен железнодорожный разъезд «Святительский» (ныне Свет) на линии Московско-Казанской железной дороги.
На 1931 год село Забалуйка — административный центр Забалуйского с/с, в который входило: с. Забалуйка, д. Екатериновка, д. Николаевка, разъезд Святительский.
С 2005 года — в составе Оськинского сельского поселения.
В настоящее время в селе имеется средняя школа, библиотека и медпункт.

## Население
| 1996 | 2010 |
| ---- | ---- |
| 760  | ↘522 |

В 1996 году население села составляло 760 человек. 

## Известные уроженцы
- Большакова Мария Григорьевна — родилась в Забалуйке, врио Главы администрации Ульяновской области, Почётный гражданин Ульяновской области[7].

## Экономика
- Отделение «Оськинского» совхоза[4].
- Завод фильтровальных порошков.
- Кирпичный завод.

## Достопримечательности
- Обелиск Славы (1982 г.)[8]
- Храм Трёх святителей Московских[9][10][11]